# Blasiwald und Unterkrummen
Das FFH-Gebiet Blasiwald und Unterkrummen ist ein im Jahr 2005 durch das Regierungspräsidium Freiburg nach der Richtlinie 92/43/EWG (Fauna-Flora-Habitat-Richtlinie) angemeldetes Schutzgebiet (Schutzgebietskennung DE-8214-341) im deutschen Bundesland Baden-Württemberg. Mit Verordnung des Regierungspräsidiums Freiburg zur Festlegung der Gebiete von gemeinschaftlicher Bedeutung vom 25. Oktober 2018 wurde das Gebiet festgelegt.

## Lage
Das 358,77 Hektar große Schutzgebiet gehört zum Naturraum 155-Hochschwarzwald innerhalb der naturräumlichen Haupteinheit 15-Schwarzwald.
Es besteht aus drei Teilgebieten und liegt auf der Markung der Gemeinde Schluchsee. Der überwiegende Teil des Gebiets liegt rund um Blasiwald und im Tal des Habsmoosbächles. Zwei kleine Teilgebiete liegen direkt am Schluchsee rund um den Unterkrummenhof.

## Beschreibung und Schutzzweck
Es handelt sich um eine für den Hochschwarzwald typische Kulturlandschaft aus großflächigen extensiv genutzten Weidfeldern mit Steinriegeln, Wiesenbächen, vermoorten Bereichen und Gehölzen sowie extensiv genutzte Berg-Mähwiesen.

### Lebensraumklassen
(allgemeine Merkmale des Gebiets) (prozentualer Anteil der Gesamtfläche)
Angaben gemäß Standard-Datenbogen aus dem Amtsblatt der Europäischen Union
|                                                    |                                                    |  |      |      |
| N07 – Binnengewässer (stehend und fließend)        | N07 – Binnengewässer (stehend und fließend)        |  | 0 %  | 0 %  |
| N08 – Heide, Gestrüpp, Macchia, Garrigue, Phrygana | N08 – Heide, Gestrüpp, Macchia, Garrigue, Phrygana |  | 10 % | 10 % |
| N10 – Feuchtes und mesophiles Grünland             | N10 – Feuchtes und mesophiles Grünland             |  | 67 % | 67 % |
| N16 – Laubwald                                     | N16 – Laubwald                                     |  | 2 %  | 2 %  |
| N17 – Nadelwald                                    | N17 – Nadelwald                                    |  | 10 % | 10 % |
| N19 – Mischwald                                    | N19 – Mischwald                                    |  | 11 % | 11 % |
| N23 – Sonstiges                                    | N23 – Sonstiges                                    |  | 0 %  | 0 %  |
|                                                    |                                                    |  |      |      |

### Lebensraumtypen
Gemäß Anlage 1 der Verordnung des Regierungspräsidiums Freiburg zur Festlegung der Gebiete von gemeinschaftlicher Bedeutung (FFH-Verordnung) vom 25. Oktober 2018 kommen folgende Lebensraumtypen nach Anhang I der FFH-Richtlinie im Gebiet vor:
| EU Code | Lebensraumtyp (offizielle Bezeichnung)                                                                          | Kurzbezeichnung                              | Hektar |
| ------- | --- | -------------------------------------------- | ------ |
| 3260    | Flüsse der planaren bis montanen Stufe mit Vegetation des Ranunculion fluitantis und des Callitricho-Batrachion | Fließgewässer mit flutender Wasservegetation | 0,60   |
| 4030    | Trockene europäische Heiden                                                                                     | Trockene Heiden                              | 33,70  |
| 5130    | Formationen von Juniperus communis auf Kalkheiden und -rasen                                                    | Wacholderheiden                              | 5,80   |
| 6230    | Artenreiche montane Borstgrasrasen (und submontan auf dem europäischen Festland) auf Silikatböden               | Artenreiche Borstgrasrasen                   | 118,70 |
| 6430    | Feuchte Hochstaudenfluren der planaren und montanen bis alpinen Stufe                                           | Feuchte Hochstaudenfluren                    | 0,30   |
| 6520    | Berg-Mähwiesen                                                                                                  | Berg-Mähwiesen                               | 24,80  |
| 7140    | Übergangs- und Schwingrasenmoore                                                                                | Übergangs- und Schwingrasenmoore             | 0,10   |
| 7230    | Kalkreiche Niedermoore                                                                                          | Kalkreiche Niedermoore                       | 0,50   |
| 91D0    | Moorwälder | Moorwälder                                   | 8,40   |

### Zusammenhängende Schutzgebiete
Das FFH-Gebiet besteht aus drei Teilgebieten, es liegt zu 96 % im Vogelschutzgebiet Kaiserstuhl. Außerdem liegt es vollständig im Landschaftsschutzgebiet 3.15.036 Feldberg-Schluchsee, im Naturpark Südschwarzwald und im Biosphärengebiet Schwarzwald. Es liegen keine Naturschutzgebiete innerhalb des FFH-Gebiets.